# Задача Римана о распаде произвольного разрыва
Задача Римана о распаде произвольного разрыва — задача о построении аналитического решения нестационарных уравнений механики сплошных сред, в применении к распаду произвольного разрыва. Полностью решена в ограниченном круге частных случаев — для уравнений газовой динамики идеального газа и некоторых более точных приближений (т. н. газ с двучленным уравнением состояния) и уравнений теории мелкой воды. Решение для уравнений магнитной газовой динамики построимо, по всей видимости, вплоть до необходимости численного
решения одного достаточно сложного обыкновенного дифференциального уравнения.

## Постановка
Решается одномерная задача о распаде разрыва — то есть полагается, что до начального момента времени {\displaystyle t=0} две области пространства с различными значениями термодинамических параметров (для газовой динамики это плотность, скорость и давление газа) были разделены тонкой перегородкой, а в начальный момент времени перегородку убирают. Требуется построить решение (то есть зависимость всех термодинамических параметров от времени и координаты) при произвольных начальных значениях переменных.
Решение задачи о распаде произвольного разрыва состоит в определении газодинамического течения, возникающего при {\displaystyle t>0}. Другими словами, речь идёт о решении задачи Коши для уравнений газовой динамики, в которой начальные условия
заданы в виде описанного выше произвольного разрыва.

## Решение

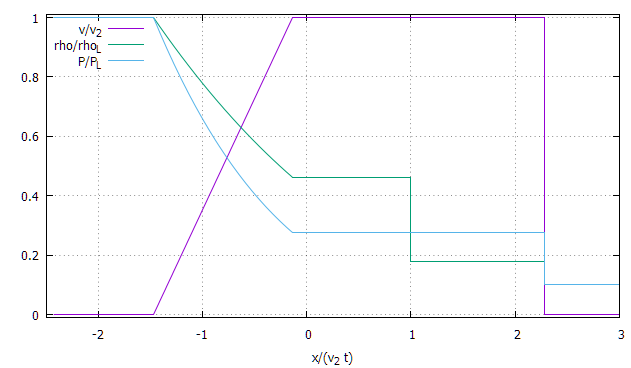
Решение задачи Римана для идеального изначально покоящего газа с показателем адиабаты и относительным скачком давления и плотности. По оси абсцисс отложена автомодельная переменная (безразмерная координата), по оси ординат — давление, плотность и скорость в относительных единицах. Слева направо: покоящийся газ, волна разрежения, контактный разрыв, ударная волна, покоящийся газ.

Оказывается, что для систем уравнений, записываемых в дивергентной форме, решение будет автомодельным.
Решение ищется в виде набора элементарных волн, определяющегося структурой системы уравнений. В частности, для газовой динамики это: ударная волна, волна разрежения, контактный разрыв. Приведём решение в явном виде для частного случая покоящегося идеального газа с показателем адиабаты {\displaystyle \gamma }. Пусть в начальный момент давление {\displaystyle P}, плотность {\displaystyle \rho } и скорость {\displaystyle v} имеют вид:
|                          | {\displaystyle x<0}       | {\displaystyle x>0}       |
| {\displaystyle v(x)}     | {\displaystyle 0}         | {\displaystyle 0}         |
| {\displaystyle \rho (x)} | {\displaystyle \rho _{L}} | {\displaystyle \rho _{R}} |
| {\displaystyle P(x)}     | {\displaystyle P_{L}}     | {\displaystyle P_{R}}     |

и {\displaystyle P_{L}>P_{R}} — волна идёт направо. Тогда в произвольный момент времени {\displaystyle t} решение имеет вид
|                          | {\displaystyle x<-c_{L}t} | {\displaystyle -c_{L}t<x<(v_{2}-c_{2})t}                                                                                    | {\displaystyle (v_{2}-c_{2})t<x<v_{2}t}                      | {\displaystyle v_{2}t<x<Dt}                               | {\displaystyle x>Dt}      |
|                          | Невозмущённое вещество    | Волна разрежения | Область между фронтом волны разрежения и контактным разрывом | Область между контактным разрывом и фронтом ударной волны | Невозмущённое вещество    |
| {\displaystyle v(x)}     | {\displaystyle 0}         | {\displaystyle \displaystyle v_{2}{\frac {x+c_{L}t}{(v_{2}-c_{2}+c_{L})t}}}                                                 | {\displaystyle v_{2}}                                        | {\displaystyle v_{2}}                                     | {\displaystyle 0}         |
| {\displaystyle \rho (x)} | {\displaystyle \rho _{L}} | {\displaystyle \displaystyle \rho _{L}\left(1-{\frac {\gamma -1}{2}}{\frac {v(x)}{c_{L}}}\right)^{\frac {2}{\gamma -1}}}    | {\displaystyle \rho _{2}}                                    | {\displaystyle \rho _{1}}                                 | {\displaystyle \rho _{R}} |
| {\displaystyle P(x)}     | {\displaystyle P_{L}}     | {\displaystyle \displaystyle P_{L}\left(1-{\frac {\gamma -1}{2}}{\frac {v(x)}{c_{L}}}\right)^{\frac {2\gamma }{\gamma -1}}} | {\displaystyle P_{2}}                                        | {\displaystyle P_{2}}                                     | {\displaystyle P_{R}}     |

Здесь {\displaystyle c_{L}={\sqrt {\gamma P_{L}/\rho _{L}}}} — скорость звука в невозмущённой среде слева, {\displaystyle v_{2}}, {\displaystyle P_{2}}, {\displaystyle \rho _{2}}, {\displaystyle c_{2}={\sqrt {\gamma P_{2}/\rho _{2}}}} — параметры газа и скорость звука между фронтом ударной волны и контактным разрывом, {\displaystyle v_{2}}, {\displaystyle P_{2}}, {\displaystyle \rho _{1}} — параметры газа между контактным разрывом и ударной волной, {\displaystyle D} — скорость ударной волны. Эти пять параметров определяются из нелинейной системы уравнений, отвечающих законам сохранения энергии, массы и импульса:
{\displaystyle \displaystyle \rho _{1}=\rho _{R}{\frac {D}{D-v_{2}}}}
{\displaystyle \displaystyle D={\frac {P_{2}-P_{R}}{\rho _{R}v_{2}}}}
{\displaystyle \displaystyle P_{2}=P_{R}{\frac {(\gamma +1)\rho _{1}-(\gamma -1)\rho _{R}}{(\gamma +1)\rho _{R}-(\gamma -1)\rho _{1}}}}
{\displaystyle \displaystyle {\frac {P_{L}}{\rho _{L}^{\gamma }}}={\frac {P_{2}}{\rho _{2}^{\gamma }}}}
{\displaystyle \displaystyle v_{2}={\frac {2}{\gamma -1}}\left(c_{L}-c_{2}\right)={\frac {2c_{L}}{\gamma -1}}\left(1-\left({\frac {\rho _{2}}{\rho _{L}}}\right)^{\frac {\gamma -1}{2}}\right)}
Первые три уравнения здесь соответствуют соотношениям Гюгонио для идеального газа, четвёртое и пятое — соотношениям в волне разрежения.

## Применение
Решение задачи Римана находит применение в численных методах при решении нестационарных задач с большими разрывами. Именно на решении (точном или приближенном) задачи Римана о распаде разрыва основывается метод Годунова решения систем нестационарных уравнений механики сплошной среды.